# Bellevalia nivalis
Bellevalia nivalis är en sparrisväxtart som beskrevs av Pierre Edmond Boissier och Karl Theodor Kotschy. Bellevalia nivalis ingår i släktet Bellevalia och familjen sparrisväxter. Inga underarter finns listade i Catalogue of Life.